# Liste der Einträge im National Register of Historic Places im White Pine County
Diese Liste der Einträge im National Register of Historic Places im White Pine County enthält alle in White Pine County, Nevada in das National Register of Historic Places eingetragenen Gebäude, Bauwerke, Objekte, Stätten oder historischen Distrikte.
Diese Liste entspricht dem Bearbeitungsstand des National Park Service/National Register of Historic Places vom 25. Oktober 2024.

## Legende
| NRHP | Historic Place                      |
| NHL  | National Historic Landmark          |
| NHLD | National Historic Landmark District |
| HD   | National Historic District          |

## Aktuelle Einträge
| [ 2 ] | Name                                             | Bild                                   | Eintragsdatum                  | Lage | Ort                   | Beschreibung                                          |
| ----- | ------------------------------------------------ | -------------------------------------- | ------------------------------ | --- | --------------------- | ----------------------------------------------------- |
| 1     | American Legion Hall                             | weitere Bilder                         | 1. Dez. 1994 ID-Nr. 94001404   | 24 Avenue 39° 24′ 13,3″ N, 114° 46′ 44,5″ W                                                                                 | McGill                |                                                       |
| 2     | Bahsahwahbee                                     |                                        | 1. Mai 2017 ID-Nr. 100000464   | Adresse nicht veröffentlicht                                                                                                | Major's Place, Vorort |                                                       |
| 3     | Baker Ranger Station                             | weitere Bilder                         | 17. Okt. 1995 ID-Nr. 95001224  | Great Basin National Park 39° 0′ 53″ N, 114° 7′ 23″ W                                                                       | Baker                 |                                                       |
| 4     | Capital Theater                                  | weitere Bilder                         | 5. Aug. 1993 ID-Nr. 93000692   | 464–468 Aultman Street 39° 14′ 53,3″ N, 114° 53′ 36,3″ W                                                                    | Ely                   |                                                       |
| 5     | Central Theater                                  | weitere Bilder                         | 5. Aug. 1993 ID-Nr. 93000691   | 145 W. 15th St. 39° 15′ 3,7″ N, 114° 52′ 59,3″ W                                                                            | Ely                   |                                                       |
| 6     | Dunkahni Archeological District                  |                                        | 10. Okt. 2023 ID-Nr. 100009411 | Adresse nicht veröffentlicht                                                                                                | Baker, Vorort         |                                                       |
| 7     | East Ely Depot                                   | weitere Bilder                         | 12. Apr. 1984 ID-Nr. 84002082  | 11th Street 39° 15′ 33″ N, 114° 52′ 6″ W                                                                                    | Ely                   |                                                       |
| 8     | Ely City Hall and Fire Station                   | Ely City Hall and Fire Station         | 5. Feb. 2018 ID-Nr. 100002071  | 501 Mill Street 39° 14′ 49,3″ N, 114° 53′ 41,2″ W                                                                           | Ely                   |                                                       |
| 9     | Ely L. D. S. Stake Tabernacle                    | weitere Bilder                         | 29. Juli 1993 ID-Nr. 93000685  | 900 Aultman Street 39° 14′ 56″ N, 114° 53′ 16″ W                                                                            | Ely                   |                                                       |
| 10    | Fort Ruby                                        | weitere Bilder                         | 15. Okt. 1966 ID-Nr. 66000460  | in der Nähe von Hobson, an der Westseite vom Ruby Lake 40° 4′ 4″ N, 115° 31′ 46″ W                                          | Hobson                |                                                       |
| 11    | Fort Schellbourne                                | Fort Schellbourne                      | 23. Feb. 1972 ID-Nr. 72000768  | nördlich von Ely, in der Nähe der U.S. Route 93, an der Nevada State Route 2 39° 47′ 21″ N, 114° 41′ 6″ W                   | Ely                   | Dieser Eintrag hate eine weitere Referenz ID 77001544 |
| 12    | Johnson Lake Mine Historic District              | weitere Bilder                         | 2. Nov. 1995 ID-Nr. 95001225   | Great Basin National Park 38° 56′ 32″ N, 114° 17′ 44″ W                                                                     | Baker                 |                                                       |
| 13    | Lehman Orchard and Aqueduct                      | weitere Bilder                         | 25. Feb. 1975 ID-Nr. 75000181  | Great Basin National Park 39° 0′ 22″ N, 114° 13′ 5″ W                                                                       | Baker                 |                                                       |
| 14    | Lund Grade School                                | Lund Grade School                      | 7. Dez. 2018 ID-Nr. 100003200  | 30 W Center Street 38° 51′ 31″ N, 115° 0′ 31,3″ W                                                                           | Lund                  |                                                       |
| 15    | McGill Drug Store                                | McGill Drug Store                      | 17. Aug. 1998 ID-Nr. 97001301  | 11 4th Street 39° 24′ 17″ N, 114° 46′ 40″ W                                                                                 | McGill                |                                                       |
| 16    | Nevada Northern Railway East Ely Yards and Shops | weitere Bilder                         | 29. Juli 1993 ID-Nr. 93000693  | 1100 Avenue A 39° 15′ 36″ N, 114° 52′ 7″ W                                                                                  | Ely                   | Dieser Eintrag hate eine weitere Referenz ID 84002082 |
| 17    | Nevada Northern Railway – McGill Depot           | Nevada Northern Railway – McGill Depot | 17. Feb. 2015 ID-Nr. 15000010  | 1 Avenue K 39° 24′ 13,2″ N, 114° 46′ 28,8″ W                                                                                | McGill                |                                                       |
| 18    | Osceola (East) Ditch                             | weitere Bilder                         | 6. Juni 1996 ID-Nr. 96000584   | östlich vom Grouse Canyon, Verlauf nach Südosten zum Lehman Creek im Great Basin National Park 39° 1′ 48″ N, 114° 17′ 26″ W | Baker                 |                                                       |
| 19    | Rhodes Cabin                                     | weitere Bilder                         | 25. Feb. 1975 ID-Nr. 75000180  | Great Basin National Park 39° 0′ 20″ N, 114° 13′ 9″ W                                                                       | Baker                 |                                                       |
| 20    | Sunshine Locality                                |                                        | 30. Jan. 1978 ID-Nr. 78001731  | Adresse nicht veröffentlicht                                                                                                | Ely                   |                                                       |
| 21    | US Post Office, Ely, Nevada                      | weitere Bilder                         | 7. Okt. 2005 ID-Nr. 05001122   | 415 5th Street 39° 14′ 50,5″ N, 114° 53′ 34,7″ W                                                                            | Ely                   |                                                       |
| 22    | Ward Charcoal Ovens                              | weitere Bilder                         | 28. Sep. 1971 ID-Nr. 71000491  | südlich von Ely, in der Nähe der U.S. Route 6 39° 2′ 16″ N, 114° 50′ 49″ W                                                  | Ely                   |                                                       |
| 23    | White Pine County Courthouse                     | weitere Bilder                         | 11. Sep. 1986 ID-Nr. 86001958  | Campton Street 39° 14′ 52″ N, 114° 53′ 17″ W                                                                                | Ely                   |                                                       |